# Зуйков Юрій Юрійович
Юрій Юрійович Зуйков (21 лютого 1949, Калінінська область — пом.1990, Кримська область) — радянський футболіст, який грав на позиції нападника. Відомий за виступами в низці команд другої ліги СРСР, найбільше за виступами в команді «Зірка» з Іркутська, в якій він був кращим бомбардиром за часів її виступів у складі радянської другої ліги, та керченського «Океана», в якому він був кращим бомбардиром команди протягом чотирьох років виступів.

## Клубна кар'єра
Юрій Зуйков народився в Калінінській області, розпочав займатися футболом у рідному місті, де грав за аматорську команду. Після служби в армії отримав запрошення до клубу другої ліги СРСР «Старт» з Ангарська. Проте після двох років виступів він був вимушений покинути ангарську команду після того, як її розформували. У 1974—1975 роках Зуйков грав у команді «Локомотив» з Чити. У 1976 році на запрошення тренера Юрія Зубкова перейшов до складу команди «Зірка» з Іркутська. В іркутській команді Зуйков з першого року виступів почав відзначатися неабиякою результативністю, і з 1976 до середини сезону 1980 року він відзначився лише в матчах чемпіонату 87 забитими м'ячами в 157 іграх. У кінці сезону 1980 році він зіграв 5 матчів у складі команди першої ліги «Таврія» з Сімферополя. По закінченні сезону Зуйков перейшов до складу команди другої ліги «Океан» з Керчі, яку очолив колишній тренер іркутського клубу Юрій Зубков. У керченській команді Зуйков також відзначався високою результативністю. усі 4 роки він був кращим бомбардиром команди, відзначився 59 забитими м'ячами в 160 матчах. Після відходу Зубкова з керченської команди повернувся до іркутської «Зірки», де й надалі відзначався високою результативністю. Усього за час виступів в іркутській команді він відзначився 124 забими м'ячами лише в матчах чемпіонату, ставши найкращим бомбардиром «Зірки» в її історії. Після завершення виступів у командах майстрів повернувся до Криму. де грав у аматорських командах. Трагічно загинув у 1990 році в автокатастрофі.